# Zelenograd
Huyện Zelenograd (tiếng Nga: Зеленоград) là một huyện hành chính tự quản (raion), của Moskva, Nga. Huyện có diện tích 37 km², dân số thời điểm ngày 1 tháng 1 năm 2000 là 207100 người. Trung tâm của huyện đóng ở Zelenograd.